# Inre kilformade benet
| Anteromedial vy | Posterolateral vy |
| Vänstra inre kilformade benet. Vänster: Framsidan och den mediala sidan. Höger: Baksidan och den laterala sidan. Illustrationer: Gray's Anatomy, 1918. (PD) |                   |

Inre kilformade benet (latin: os cuneiforme mediale) eller första kilformade benet (os cuneiforme primum) är det största av fotens tre kilben. Det är placerat i fotens mediala del mellan båtbenet och första mellanfotsbenets bas.
Det inre kilformade benet ledar mot fyra ben:
1. Båtbenet (os naviculare)
2. Mellersta kilformade benet (os cuneiforme intermedium)
3. Första mellanfotsbenet (os metatarsale I)
4. Andra mellanfotsbenet (os metatarsale II)

Den mediala sidan är subkutan, bred och kvadratisk. Vid ytans nedre, främre vinkel finns en fördjupning där senan från m. tibialis anterior ("skenbenets främre muskel") fäster. Resten av ytan är skrovlig och utgör fäste för flera ligament.
Den laterala sidan är konkav. Längs med dess övre och bakre kanter ligger en smal, L-formad ledyta. Andra mellanfotsbenet ledar mot den främre delen av den horisontella ytan. Det mellersta kilformade benet ledar mot den övriga delen av ledytan. Den övriga delen av ytan är skrovlig och utgör fäste för ligament och för en del av senan från m. peroneus longus ("underbenets långa muskel").
Framsidan är njurformad, betydligt större än den bakre sidan och ledar mot det första mellanfotsbenet.
Baksidan är triangulär, konkav och ledar mot den största, mediala fasetten på båtbenet.
Undersidan är skrovlig och bildar kilens spets. På dess inre del finns ett utskott där senan från muskeln m. tibialis posterior ("skenbenets bakre muskel") fäster. M. tibialis anterior fäster på sidans främre del.
Ovansidan är riktad uppåt och lateralt och dess skrovliga yta utgör fäste för ligament.